# Petrobia donnalucatensis
Petrobia donnalucatensis är en spindeldjursart som beskrevs av Vacante 1983. Petrobia donnalucatensis ingår i släktet Petrobia och familjen Tetranychidae. Inga underarter finns listade i Catalogue of Life.